# 단니
단니(베트남어: Đàn nhị)는 베트남의 전통 찰현악기다.

## 구조
서로 5도 차이가 나는 두 개의 줄이 있는데, 그 동안은 줄을 만드는 데 명주실이 쓰였으나, 현재는 금속이나 나일론으로 만든다. 단니의 중앙은 얇은 흑단 등의 목재를 사용하며, 뒤쪽은 백합모양으로 둥근 형태이며, 앞쪽은 뱀이나 도마뱀 가죽으로 싼 것이다.

## 다른 악기와의 비교
한국의 해금이나 중국의 얼후와 유사하며, 니는 ‘둘’이라는 뜻으로 중국의 얼후의 ‘얼’과 같은 의미를 지니고 있으며, 따라서 니는 중국의 얼후를 베트남식 발음으로 번역한 것일 가능성이 있다. 또한 니는 호(胡)의 악기라는 뜻으로 단코(dan co)라고도 불린다.

## 같이 보기
- 베트남 음악
- 호금